# American Falls

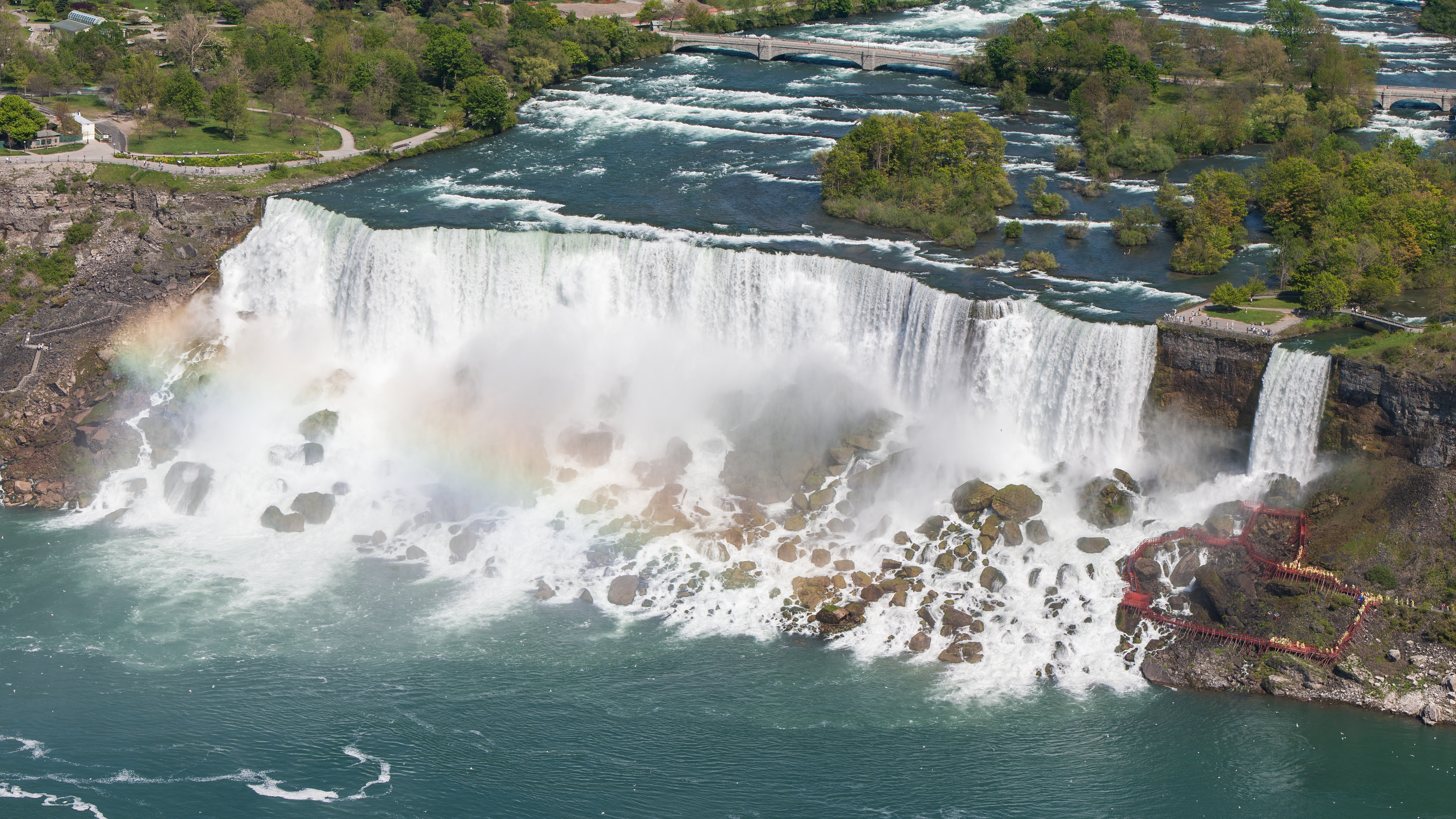
American Falls desde la Torre Skylon.

La catarata Estadounidense (American Falls) es una de las tres caídas de agua que en conjunto se conocen como las cataratas del Niágara en el río Niágara a lo largo de la frontera entre Canadá y Estados Unidos. A diferencia de las mucho más grandes Horseshoe Falls (Catarata Canadiense), de los cuales dos terceras partes de las cataratas se encuentra en Ontario, Canadá y un tercio en el Estado de Nueva York, Estados Unidos. La American Falls está completamente dentro de los EE. UU., en estado de Nueva York.
Tiene un ancho de línea de cresta recta de unos 250 metros. Si se mide a lo largo del borde irregular de las cataratas, la cresta es de aproximadamente 290 metros de largo. El torrente de agua que pasa sobre la cresta de los saltos es de 0,61 m de profundidad.
La altura de las cataratas americanas oscila entre 21-34 metros. Esta medida se toma desde la parte superior de las cataratas a la parte superior de la pila de rocas (astrágalo). La altura absoluta de las cataratas desde la parte superior de las cataratas es de 57 metros.